# Архитектура функционализма
Функционализам је стил и теорија у класичној модерној архитектури у којој се у стварању све подређује функцији. По Луис Саливену „Form follows function”- форма следи функцију. Његове основе формулисао је 1927. године Швајцарски архитекта Ле Корбизије. Функционализам је утицао на развој савремене архитектуре на развој брутализма и његове идеје су актуелне и у данашњим данима.

## Карактеристике
Све је подређено функцији и важи ту минимизирање и поништавање свега што је непотребно. Спада међу авангардну архитектуру заједно са стиловима као конструктивизам, пуризам, кубизам, рондокубизам. Веже се за доба 20.-тих све до 50.- тих година 20. века и неки од његових принципа се употребљавају све до данас. Принципи су: одбијање историје и уметничке стране архитектуре, социјални задаци, хигијена, без декоративност, конструкција, геометријске форма, асиметрија и истинитост. То значи да форму одлучују саобраћајни, економски, хигијенски и функционални објекти. Објекти имају уобичајено изглед који долази из квадра. Распоређени су у простору. У погледу различитих функционалних захтева објекти су асиметрично распоредени и организовани са јасном повезаношћу са унутрашњим и спољним простором и употребом скелетног конструктивног систама. Даљим карактеристикама су раван кров линиски распоред прозорских отвора, глатка фасада беле боје или светло обојена. Функционализам је такође обележио и ентеријер својим дизајном у коме је у употреби дрво, линолеум, хром, стакло и лаковано дрво и намештај има геометријске форме и у строгим формама.
Његове почетке можемо запазити у делима Пит Мондријана и неопластицизму, малдих уметника уметника који су окупљени око часописа Де стил 1917. године .

## Почетак и развој
Настанак и развој финкционализма је у вези са техничким развојем и решењима економских и социјалних проблема у вези са становањем и изградњом градова. За почетак функционализма можемо сматрати посету аустриског архитекта Адолф Лоса Чикагу који је ту формулисао изреку „Орнамент је злочин“ 1908. године. У есеју у којем се ова изрека појављује он сматра да је декорација и орнамент ствар прошлости и сматра их преживелима и захтева лепоте чисте функционалности и његова Штајнерова вила у Бечу из 1910. године је кључним делом будућех функционализма и грађевинског пуританства. Лос их је представљао у Слободној школи архитектуре коју је основао у Бечу.
Даље почетке функционализма можемо пратити у уметничкој школи Баухаус коју је 1919. године у Вајмару основао Валтер Гропијус и у којој су радили највећи уметници као Василиј Кандински, Паул Кле и Ласло Мохољ-Нађ и други.
Од 1922. године се функционализам раширио у земље Европе и главним центрима су постале земље као Немачка, Холандија и Чехословачка. У Француској је радио Ле Корбизје а његови сарадници су у Русији развијали особите форме као што је конструктивизам. У Немачкој настаје удружење архитеката „CIAM“ (1928. год.) што је даље омогућило развој функционализма.
1927. године у Италији настаје „Група 7" око које се окупљају млади архитекти који се позивају на идеје Баухауса и из које ће се касније развити архитектура рационализма.
У 30.-тим годинама се даље развија функционализам али су се правила и принципи унеколико променили и архитектура добија шаренији изглед и поклања пажњу на психичку страну. На спратним објектима се поклања пажња типизацији елемената и појављује се панелна монтажна градња и скелетна монтажна градња. За време 30.-тих година скоро у свим земљама се пројављивао историзам и то је узроковало одлазак функционалистичких архитеката у САД.
После Другог светског рата функционализам се развија најме захваљујући обновљеној стамбеној изградњи у Европи и комерциалној изградњи у САД.
Педесетих се година у већој мери јавља у Јапана у Африци и Бразилу и типични елемент је био фасадни растер.
Од шездесетих је нарасла критика функционализма и пројављује се враћању ка претходним идејама функционализма постмодерне и уједно настају нови правци као неорационализам и Хај-тек архитектура.

## Светски представници
- Адолф Лос („Adolf Loos“)
- Валтер Гропијус („Walter Gropius“)
- Лудвиг Мис ван дер Рое („Ludwig Mies van der Rohe“)
- Ле Корбизије („Le Corbusier“)
- Ханез Мајер („Hannes Meyer“)
- Бруно Таут („Bruno Taut“)
- Лучио Коста („Lucio Costa“)
- Оскар Нимајер („Oscar Niemeyer“)

## Галерија
- зграда Баухауса у Десау Немачка
- зграда Сеграм у Њујорку САД
- вила Тугенхат у Брну у Чешкој републици
- Стаклена палата у Хелсинки